# Zwarte tapuit
De zwarte tapuit (Oenanthe leucura) is een zangvogel uit de onderfamilie Saxicolinae.

## Kenmerken
De vogel is 16 tot 18 cm. Het is een forse tapuit die sterk lijkt op de witkruintapuit. De vogel is overwegend zwart. De onderbuik vanaf de poten is wit, net als de stuit en een groot deel van de staart. De middelste staartveren zijn zwart en er is een duidelijk doorlopende eindband (de omgkeerde T).

## Verspreiding en leefgebied
De zwarte tapuit broedt West en Noord-Afrika en het Iberisch Schiereiland. Hij is daar standvogel. Het leefgebied bestaat uit rotsig terrein, berghellingen met overhangende rotsen, meestal onder de 2000 m boven zeeniveau.
De soort telt 2 ondersoorten:
- O. l. leucura: Portugal, Spanje en zuidelijk Frankrijk.
- O. l. syenitica: noordwestelijk Afrika.

### Voorkomen in Nederland
Tot 1970 prijkte deze vogel nog op een lijst van ooit in Nederland waargenomen vogels. Daarna is de vogel van deze lijst verwijderd en tussen 1970 en 2013 zijn er geen bevestigde waarnemingen gedaan in Nederland.

## Status
De grootte van de populatie wordt geschat op 25.1 tot 192 duizend individuen. Men veronderstelt dat de soort in aantal stabiel is. Om deze redenen staat de zwarte tapuit als niet bedreigd op de Rode Lijst van de IUCN.